# RAB35
RAB35 (англ. RAB35, member RAS oncogene family) – білок, який кодується однойменним геном, розташованим у людей на короткому плечі 12-ї хромосоми. Довжина поліпептидного ланцюга білка становить 201 амінокислот, а молекулярна маса — 23 025.
| 10         |  | 20         |  | 30         |  | 40         |  | 50         |
| ---------- |  | ---------- |  | ---------- |  | ---------- |  | ---------- |
| MARDYDHLFK |  | LLIIGDSGVG |  | KSSLLLRFAD |  | NTFSGSYITT |  | IGVDFKIRTV |
| EINGEKVKLQ |  | IWDTAGQERF |  | RTITSTYYRG |  | THGVIVVYDV |  | TSAESFVNVK |
| RWLHEINQNC |  | DDVCRILVGN |  | KNDDPERKVV |  | ETEDAYKFAG |  | QMGIQLFETS |
| AKENVNVEEM |  | FNCITELVLR |  | AKKDNLAKQQ |  | QQQQNDVVKL |  | TKNSKRKKRC |
| C          |  |            |  |            |  |            |  |            |

A: Аланін

C: Цистеїн

D: Аспарагінова кислота

E: Глутамінова кислота

F: Фенілаланін

G: Гліцин

H: Гістидин

I: Ізолейцин

K: Лізин

L: Лейцин

M: Метіонін

N: Аспарагін

P: Пролін

Q: Глутамін

R: Аргінін

S: Серин

T: Треонін

V: Валін

W: Триптофан

Кодований геном білок за функцією належить до фосфопротеїнів. 
Задіяний у таких біологічних процесах, як транспорт, транспорт білків, альтернативний сплайсинг. 
Білок має сайт для зв'язування з нуклеотидами, ГТФ. 
Локалізований у клітинній мембрані, мембрані, клатрин-вкритих заглибинах мембрани, цитоплазматичних везикулах, ендосомах.